# Idiacanthus atlanticus

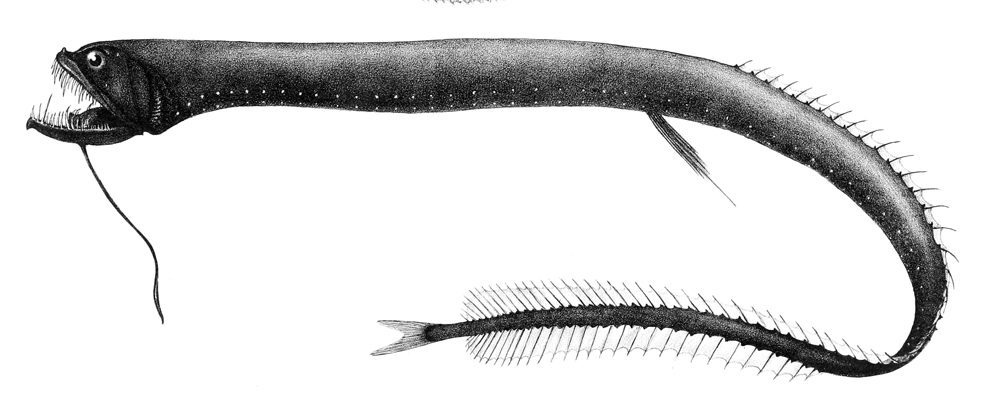
Samica gatunku

Idiacanthus atlanticus (black dragonfish) – gatunek głębinowej ryby z rodziny wężorowatych (Stomiidae). Występuje w wodach oceanicznych półkuli południowej na głębokości od 1000 do 2000 metrów. Długość tych stworzeń dochodzi do 53 cm u samic i tylko 5 cm dla samców. Samice gatunku są czarne z dobrze rozwiniętymi kłami i płetwą brzuszną z sześcioma pasami. Samce są ciemnobrązowe i nie posiadają kłów ani płetwy brzusznej.